# Istrana
Istrana là một đô thị ở tỉnh Treviso trong vùng Veneto, có cự ly khoảng 35 km về phía tây bắc của Venice và khoảng 12 km về phía tây của Treviso. Tại thời điểm ngày 31 tháng 12 năm 2004, đô thị này có dân số 8.223 người và diện tích là 26,3 km².
Đô thị Istrana có các frazioni (các đơn vị trực thuộc, chủ yếu là các làng) Sala, Pezzan, Ospedaletto, và Villanova.
Istrana giáp các đô thị: Morgano, Paese, Piombino Dese, Trevignano, Vedelago.